# سطر انتهائي
السطر النهائي (أو السطر الطرفي) هو مركب في الدماغ يتكون من مجموعة من الألياف تمتد على طول الحافة الوحشية للسطح البطيني للمهاد، ويعمل السطر الانتهائي كطريق رئيسي للألياف الخارجة من اللوزة الدماغية.

## التشريح
يغطي السطر الانتهائي الوريد المهادي المخطط العلوي، مشكلا خطا فاصلا بين المهاد و النواة الذنبية كما هو ملاحظ خلال التشريح العياني للبطينات الدماغية. 
يمتد السطر الانتهائي من منطقة الثقبة بين البطينات إلى القرن الصدغي للبطين الجانبي، حاملاً أليافًا من اللوزة إلى نُوى الحاجز ومناطق المهاد وتحت المهاد، كما يحمل أيضا ألياف تسقط من هذه الأماكن إلى اللوزة الدماغية.